# Cotylorhiza
Genre
Le genre Cotylorhiza est un genre de méduses, de la famille des Cepheidae.

## Description et caractéristiques
Ce sont de grosses méduses inoffensives. Elles sont pourvues d'une grande ombrelle charnue et de bras oraux épais et complexes. L'ombrelle est caractérisée par une importante dépression centrale, d'où émerge un dôme lisse, caractéristique du genre. Les bras buccaux sont équipés de petites ventouses au bout de tentacules.

## Liste d'espèces
Selon World Register of Marine Species (1 mars 2015) :
- Cotylorhiza ambulacrata Haeckel, 1880 — Atlantique est
- Cotylorhiza erythraea — Mer Rouge
- Cotylorhiza paciifica Mayer, 1915 (nomen dubium)
- Cotylorhiza tuberculata (Macri, 1778) — Méditerranée et atlantique européen (« méduse œuf au plat »)